# 红三村抗日联防遗址
红三村抗日联防遗址，位于山东省菏泽市曹县韩集乡刘岗、曹楼、伊庄，是中华人民共和国山东省文物保护单位之一。
1977年12月23日，授予山东省文物保护单位，是一座革命遗址及革命纪念建筑物。